# Lourches
Lourches ist eine französische Gemeinde mit 3756 Einwohnern (Stand: 1. Januar 2022) im Département Nord in der Region Hauts-de-France. Sie gehört zum Arrondissement Valenciennes und zum Kanton Denain. Die Einwohner werden Lourchois(es) genannt.

## Geographie
Die Gemeinde Lourches liegt an der kanalisierten Schelde, sieben Kilometer südwestlich von Valenciennes im Nordfranzösischen Kohlerevier. Die Nachbargemeinden von Lourches sind Escaudain im Norden, Denain im Nordosten und Osten, Douchy-les-Mines im Osten und Südosten, Neuville-sur-Escaut im Süden, Bouchain im Südwesten sowie Rœulx im Westen.
Am östlichen Rand der Gemeinde führt die Autoroute A21 entlang.

## Bevölkerungsentwicklung
| Jahr      | 1962 | 1968 | 1975 | 1982 | 1990 | 1999 | 2011 | 2020 |
| Einwohner | 5743 | 5595 | 4666 | 3742 | 3644 | 3781 | 3886 | 3872 |

## Sehenswürdigkeiten
- Kirche Saint-Rémy
- Rathaus, ehemaliges Schloss von Charles Mathieu, Direktor der Minengesellschaft von Douchy
- Denkmal für Charles Mathieu, Monument historique

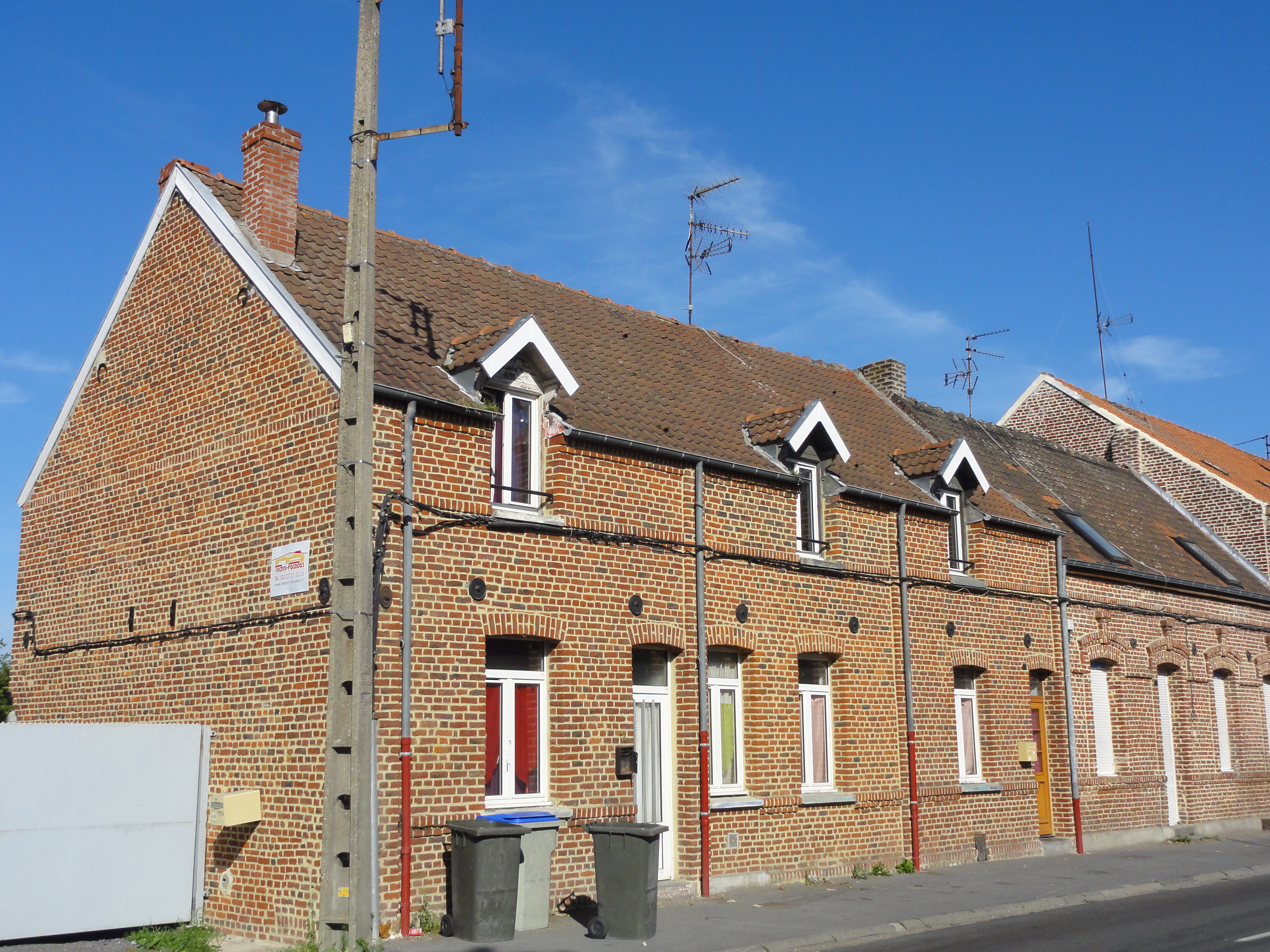
Typisches Bergarbeiterhaus in Lourches
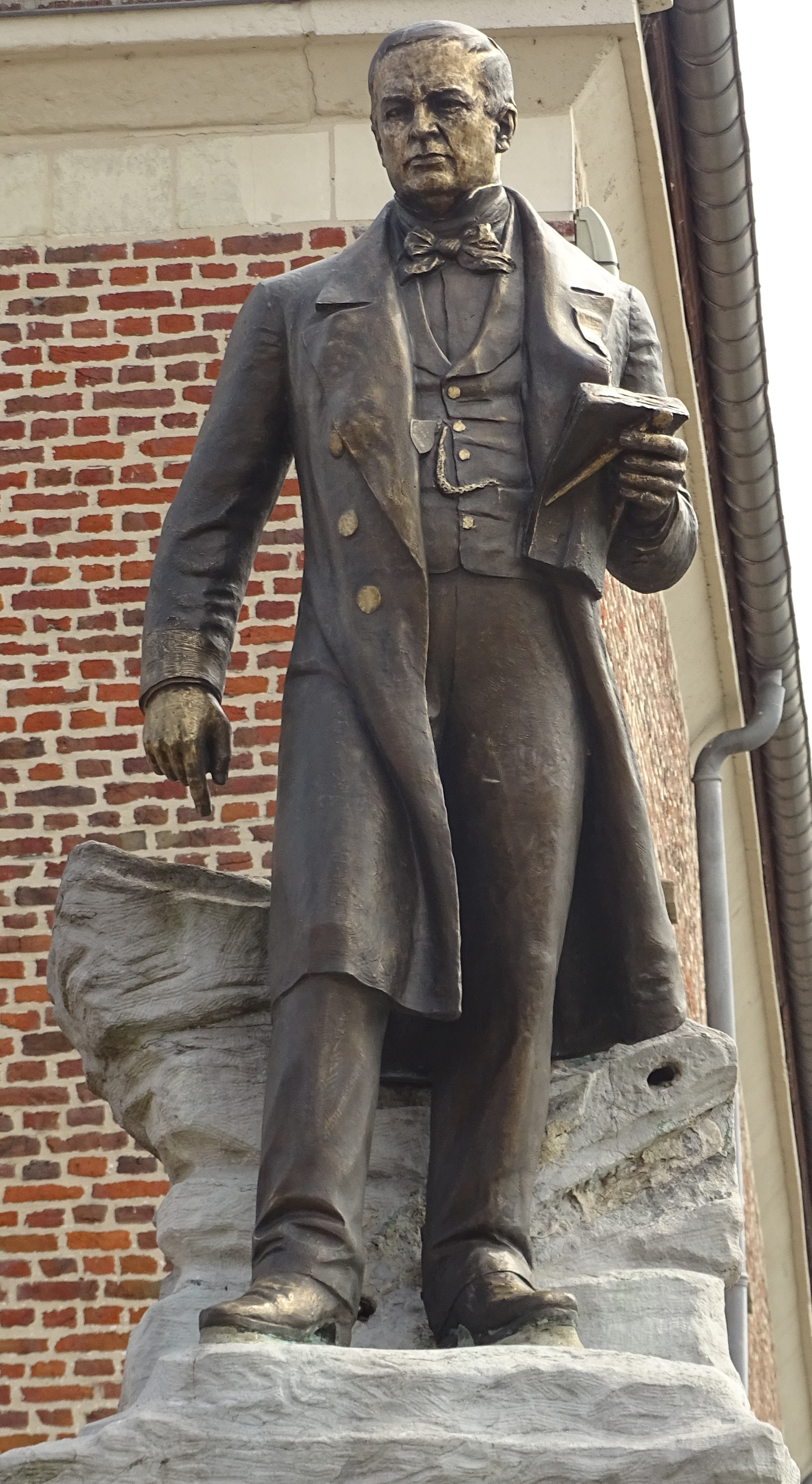
Bronzestatue des Minendirektors Charles Mathieu